# Ekaterina Voronina
Ekaterina Voronina (Taskent, 16 de febrero de 1992) es una atleta uzbeka que compite en pruebas combinadas.

## Carrera deportiva
De adolescente, Voronina se especializó en el lanzamiento de jabalina, llegando a ser subcampeona de los campeonatos nacionales a los quince años. Representó a su país en esa especialidad (con jabalinas de 500 gramos), en el Campeonato Mundial Juvenil de Atletismo de 2009, celebrado en Bresanona (Italia), compitiendo solo en la ronda de clasificación y quedando decimocuarta en el ranking total tras un lanzamiento de 46,13 metros. Participó en el evento de heptatlón en 2011 y poco después ganó el título nacional de Uzbekistán con una mejor marca personal de 5287 puntos. Después de una ausencia en la temporada 2012, regresó para hacer su debut internacional senior en el Campeonato Asiático de Atletismo de 2013 en Pune (India). Cinco récords personales la vieron acumular 5599 puntos y llevarse la medalla de plata detrás de la campeona defensora del título, la tailandesa Wassana Winatho.
Al comienzo de la temporada siguiente, en 2014, participó en su primera gran competencia de pentatlón femenino en el Campeonato Asiático de Atletismo en Pista Cubierta. Tuvo un empate a tres bandas en 3951 puntos con Irina Karpova y Sepideh Tavakoli y quedó cuarta en resultados de cabeza a cabeza. Yuliya Tarasova, otra atleta uzbeka, fue medallista de plata en la competencia. Pasando a la temporada al aire libre, estableció una mejor marca personal de 5890 puntos en Asikkala en agosto. Fue elegida para competir en los Juegos Asiáticos que ese año se celebraban en Incheon (Corea del Sur), consiguiendo ser la mejor atleta al llevarse la medalla de oro con una puntuación de 5912 puntos. Estableciendo récords en los 100 metros con vallas, salto de altura, 200 metros y la final de 800 metros, venció tanto a la campeona defensora Tarasova como a la campeona asiática en pista cubierta, la china Wang Qingling.
2015 inició muy bien para Voronina, al lograr una nueva medalla de oro en el Campeonato Asiático de Atletismo, que tuvo lugar en la ciudad china de Wuhan, tras sumar en las pruebas del heptatlón un total de 5689 puntos. Posteriormente, en el Campeonato Mundial de Atletismo, también en China (solo que en Pekín), mejoró su puntuación hasta los 5701 puntos; no obstante, dado el cariz internacional de la prueba, no consiguió quedar entre las diez mejores, siendo la vigesimocuarta de la clasificación total.
En 2016, retomaría los buenos resultados en el Campeonato Asiático de Atletismo en Pista Cubierta que tendría lugar en Doha (Catar), obteniendo una nueva medalla de oro en el pentatlón tras llegar a 4224 puntos en las pruebas combinadas. En verano viajó con la expedición uzbeka para viajar a Brasil y participar en sus primeros Juegos Olímpicos. Pese a completar las pruebas del heptatlón de 100 metros vallas y salto de altura, no concurrió a las cinco siguientes, quedando descalificada (DNF).
Para 2018, en sus segundos Juegos Asiáticos, celebrados en Yakarta, quedó en quinta posición, con 5826 puntos en el heptatlón. Al año siguiente mejoraría sus números, en algo más de 1000 puntos, alcanzando los 6918 puntos, que le valieron un nuevo oro en el Campeonato Asiático de Atletismo, ocurrido en Doha. Unos meses más tarde, también en el país catarí, en el Campeonato Mundial de Atletismo logró quedar en la décima plaza, con 6099 puntos.
En 2021, después de quedar postergados los Juegos Olímpicos de Tokio a consecuencia de la pandemia por el coronavirus, Voronina viajó hasta Japón con la representación nacional para participar en las pruebas combinadas del heptatlón, quedando en duodécimo lugar en la clasificación final, tras sumar 6298 puntos.

## Resultados por competición

### Por temporada
| Representando a Uzbekistán | Representando a Uzbekistán                         | Representando a Uzbekistán | Representando a Uzbekistán | Representando a Uzbekistán       | Representando a Uzbekistán |
| -------------------------- | -------------------------------------------------- | -------------------------- | -------------------------- | -------------------------------- | -------------------------- |
| Año                        | Competición                                        | Lugar                      | Puesto                     | Modalidad                        | Marca                      |
| 2009                       | Campeonato Mundial Juvenil de Atletismo            | Bresanona                  | 14.ª (H)                   | Lanzamiento de jabalina (500 g.) | 46,13 m.                   |
| 2013                       | Campeonato Asiático de Atletismo                   | Pune                       | 2.ª                        | Heptatlón                        | 5559 pts.                  |
| 2014                       | Campeonato Asiático de Atletismo en Pista Cubierta | Hangzhou                   | 4.ª                        | Pentatlón                        | 3951 pts.                  |
| 2014                       | Juegos Asiáticos                                   | Incheon                    | 1.ª                        | Heptatlón                        | 5912 pts.                  |
| 2015                       | Campeonato Asiático de Atletismo                   | Wuhan                      | 1.ª                        | Heptatlón                        | 5689 pts.                  |
| 2015                       | Campeonato Mundial de Atletismo                    | Pekín                      | 24.ª                       | Heptatlón                        | 5701 pts.                  |
| 2016                       | Campeonato Asiático de Atletismo en Pista Cubierta | Doha                       | 1.ª                        | Pentatlón                        | 4224 pts.                  |
| 2016                       | Juegos Olímpicos                                   | Río de Janeiro             | -                          | Heptatlón                        | DNF                        |
| 2018                       | Juegos Asiáticos                                   | Yakarta                    | 5.ª                        | Heptatlón                        | 5826 pts.                  |
| 2019                       | Campeonato Asiático de Atletismo                   | Doha                       | 1.ª                        | Heptatlón                        | 6918 pts.                  |
| 2019                       | Campeonato Mundial de Atletismo                    | Doha                       | 10.ª                       | Heptatlón                        | 6099 pts.                  |
| 2021                       | Juegos Olímpicos                                   | Tokio                      | 12.ª                       | Heptatlón                        | 6298 pts.                  |

### Mejores marcas
| Disciplina                        | Marca        | Lugar    | Fecha                 |
| --------------------------------- | ------------ | -------- | --------------------- |
| 60 metros lisos (pista cubierta)  | 9,71 s.      | Hangzhou | 16 de febrero de 2014 |
| 200 metros lisos (exterior)       | 24,67 s.     | Tokio    | 4 de agosto de 2021   |
| 400 metros lisos (exterior)       | 57,05 s.     | Taskent  | 9 de octubre de 2020  |
| 800 metros lisos (exterior)       | 2:09,73 min. | Tokio    | 5 de agosto de 2021   |
| 800 metros lisos (pista cubierta) | 2:24,09 min. | Hangzhou | 16 de febrero de 2014 |
| 60 metros vallas (pista cubierta) | 9,71 s.      | Hangzhou | 16 de febrero de 2014 |
| 100 metros vallas (exterior)      | 14,19 s.     | Tokio    | 4 de agosto de 2021   |
| Salto de altura                   | 1,85 m.      | Taskent  | 28 de mayo de 2021    |
| Salto de longitud                 | 6,27 m.      | Taskent  | 29 de mayo de 2021    |
| Lanzamiento de peso               | 14,05 m.     | Taskent  | 17 de agosto de 2019  |
| Lanzamiento de jabalina           | 53,53 m.     | Doha     | 23 de abril de 2019   |
| Pentatlón                         | 4224 pts.    | Doha     | 19 de febrero de 2016 |
| Heptatlón                         | 6346 pts.    | Taskent  | 29 de mayo de 2021    |